# Hubert Wanyura

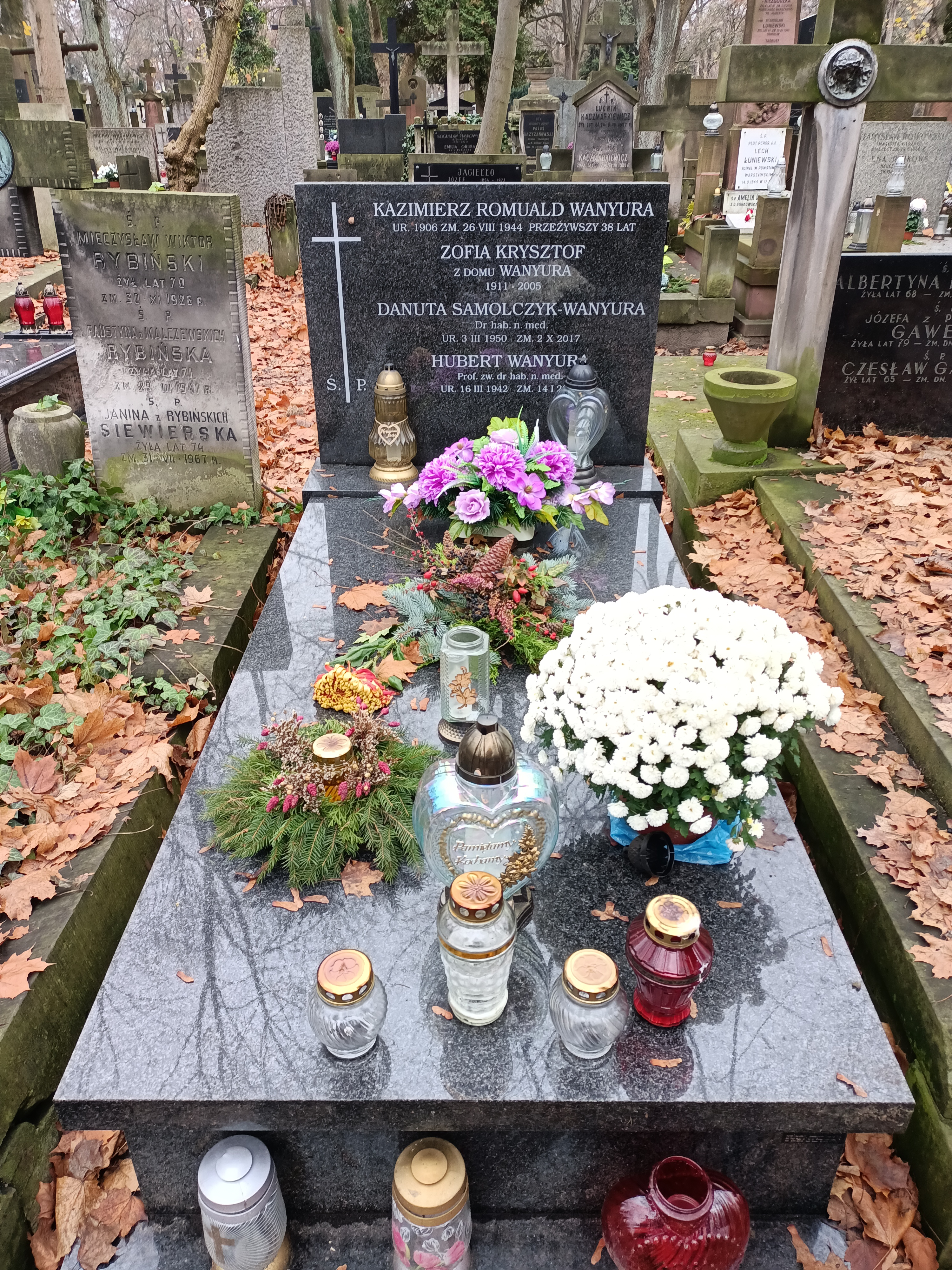
Grób Huberta Wanyury na cmentarzu Powązkowskim

Hubert Wanyura (ur. 16 marca 1942 w Warszawie, zm. 14 stycznia 2022 tamże) – polski lekarz i stomatolog, prof. dr hab.

## Życiorys
Był synem Kazimierza i Marii. W 1965 ukończył studia stomatologiczne w Akademii Medycznej w Warszawie. W tym samym roku rozpoczął pracę w Oddziale Chirurgii Szczękowej Państwowym Szpitalu Klinicznym nr 1 w Warszawie. W 1969 ukończył na AM w Warszawie studia ogólnolekarskie. W 1973 uzyskał specjalizację I stopnia z chirurgii ogólnej, w 1974 specjalizację II stopnia z chirurgii szczękowo-twarzowej. W 1974 oddział na którym pracował został przekształcony w Klinikę Chirurgii Szczękowej i Stomatologicznej w Instytucie Stomatologii AM w Warszawie, tam pracował w latach 1974-1978 jako starszy asystent
W 1979 obronił pracę doktorską Ocena bakteriemii występującej po usunięciu zębów w znieczuleniu ogólnym, w latach 1984-1985 był zastępcą ordynatora, w latach 1985-1986 ordynatorem Kliniki Chirurgii Szczękowej i Stomatologicznej IS AM w Warszawie. W 1990 habilitował się na podstawie pracy zatytułowanej Własne propozycje leczenia złamań oczodołu. W 1998 jako pierwszy w Polsce wykonał artroskopię stawów skroniowo-żuchwowych. 16 października 2001 nadano mu tytuł profesora w zakresie nauk medycznych. W latach 1991–1999 był zastępcą kierownika, w latach 1999-2012 kierował I Kliniką Chirurgii Szczękowo-Twarzowej IS AM w Warszawie, był też ordynatorem I Oddziału Chirurgii Szczękowo-Twarzowej w Szpitalu Klinicznym Dzieciątka Jezus – Centrum Leczenia Obrażeń, w latach 1999-2005 był prodziekanem Oddziału Stomatologii I Wydziału Lekarskiego AM. Przeszedł na emeryturę w 2016.
Był wiceprezesem Polskiego Towarzystwa, Chirurgii Jamy Ustnej i Chirurgii Szczękowo-Twarzowej, członkiem honorowym Polskiego Towarzystwa Stomatologicznego i członkiem Zespołu Kierunków Studiów Medycznych Polskiej Komisji Akredytacyjnej.
Zmarł 14 stycznia 2022.

## Odznaczenia
- Złoty Krzyż Zasługi[3]
- Krzyż Kawalerski Orderu Odrodzenia Polski (2000)[6]
- Krzyż Oficerski Orderu Odrodzenia Polski (2005)[7]
- Krzyż Komandorski Orderu Odrodzenia Polski (2013)[8]
- Medal Komisji Edukacji Narodowej[5]